# Hannes (2021)
Hannes ist eine Coming-of-Age-Tragikomödie von Hans Steinbichler, die am 25. November 2021 in die deutschen und Deutschschweizer Kinos kam. Der Film basiert auf dem gleichnamigen Roman von Rita Falk.

## Handlung
Die beiden 19-jährigen Moritz und Hannes sind seit ihrer Geburt beste Freunde, auch wenn sie unterschiedlicher nicht sein könnten. Moritz ist ein wenig verträumt und bringt sich immer wieder selbst in Schwierigkeiten, während der lebenslustige Hannes genau weiß, was er will.
Hannes’ großes Ziel ist eine gemeinsame Fahrt mit den Motorrädern zum Kap Hoorn, wofür er Stück für Stück Geld spart. Als er erkennt, dass Moritz nicht imstande sein wird, seinen Teil der Reise zu bezahlen, beginnt er heimlich, auch für diesen zu sparen. Während eines gemeinsamen Motorradausflugs streikt zum wiederholten Mal Moritz’ schlecht gewartete Maschine. Nachdem Hannes sie wieder zum Laufen bekommenen hat, tauschen sie auf dessen Vorschlag die Motorräder, da er glaubt, mit der problematischen Maschine besser zurechtzukommen. Kurz danach kommt Hannes auf gerader Strecke ohne erkennbare äußere Ursache zu Fall und wird einen Hang hinunter geschleudert. Er erleidet dabei ein Schädel-Hirn-Trauma, wodurch er in ein Koma fällt mit unsicherer Prognose, das Bewusstsein wiederzuerlangen.
Von Anfang an verbringt Moritz, der bis dahin keiner Arbeit nachgegangen war, so viel Zeit wie möglich bei seinem Freund im Krankenzimmer. Hannes’ ganzes Umfeld inklusive dessen Eltern und Freundin Nele geben Moritz die Schuld für den Unfall und die Konsequenzen, weswegen sie ihn anfangs meiden und sich ihm gegenüber sehr aggressiv verhalten. Moritz besucht das Pflegeheim, in dem Hannes gearbeitet und gewohnt hatte, und bietet an, vertretungsweise dessen Arbeitsplatz zu übernehmen in der Annahme, Hannes würde bald wieder gesund. In dessen Zimmer findet er Hannes’ Tagebuch, in dem er viel über dessen Sicht auf ihn selbst erfährt, sowie das Geld, das der heimlich für Moritz gespart hatte.
Bei der Arbeit stellt er fest, dass eine der Bewohnerinnen seine Klassenlehrerin Barbara Stemmerle ist, die sich dafür verantwortlich fühlt, dass ihre Enkelin Jasmin unter ihrer Aufsicht zu Tode kam. Sie kann sich aber nicht erinnern, ihn zu kennen, und begeht Moritz gegenüber mehrere Annäherungsversuche. Außerdem entwickelt sich eine Affäre zwischen ihm und der dort beschäftigten Ärztin Dr. Iris Redlich, die er aber wieder beendet, als er erfährt, dass diese verheiratet ist.
Parallel bekommt Moritz wieder Kontakt zu seinem Vater, der nach dem Tod der Mutter eine neue Beziehung begonnen hatte, wodurch sie sich entfremdet hatten. Er bietet sich an, Hannes’ Hund in Pflege zu nehmen und Moritz’ Motorrad zu reparieren, das bei dem Unfall schwer beschädigt wurde. Für diese Zeit leiht der Vater ihm seine Beiwagen-Triumph, mit der Moritz später Hannes vom Krankenhaus aus zu einer kleinen Tour mitnimmt.
Es stellt sich heraus, dass Nele kurz vor dem Unfall von Hannes schwanger wurde und eine Tochter erwartet, die sie nach der Geburt auch mit zu den Besuchen ins Krankenhaus bringt.
Während sich Hannes’ Zustand anfangs stetig bessert, indem nacheinander die selbständige Atmung einsetzt, er seinen Schluckreflex wiedererlangt, seine Augen öffnet und auf Fragen die Hand drückt, verschlechtert dieser sich schließlich wieder immer weiter und Hannes stirbt.
Moritz unternimmt daraufhin alleine die Reise zum Kap Hoorn und trägt auch diese Erlebnisse Hannes’ Tagebuch ein, das er die ganze Zeit über fortführt, seit er es gefunden hatte. Mit Ende der Reise beendet Moritz auch die Arbeit an diesem Tagebuch.

## Produktion

### Literarische Vorlage

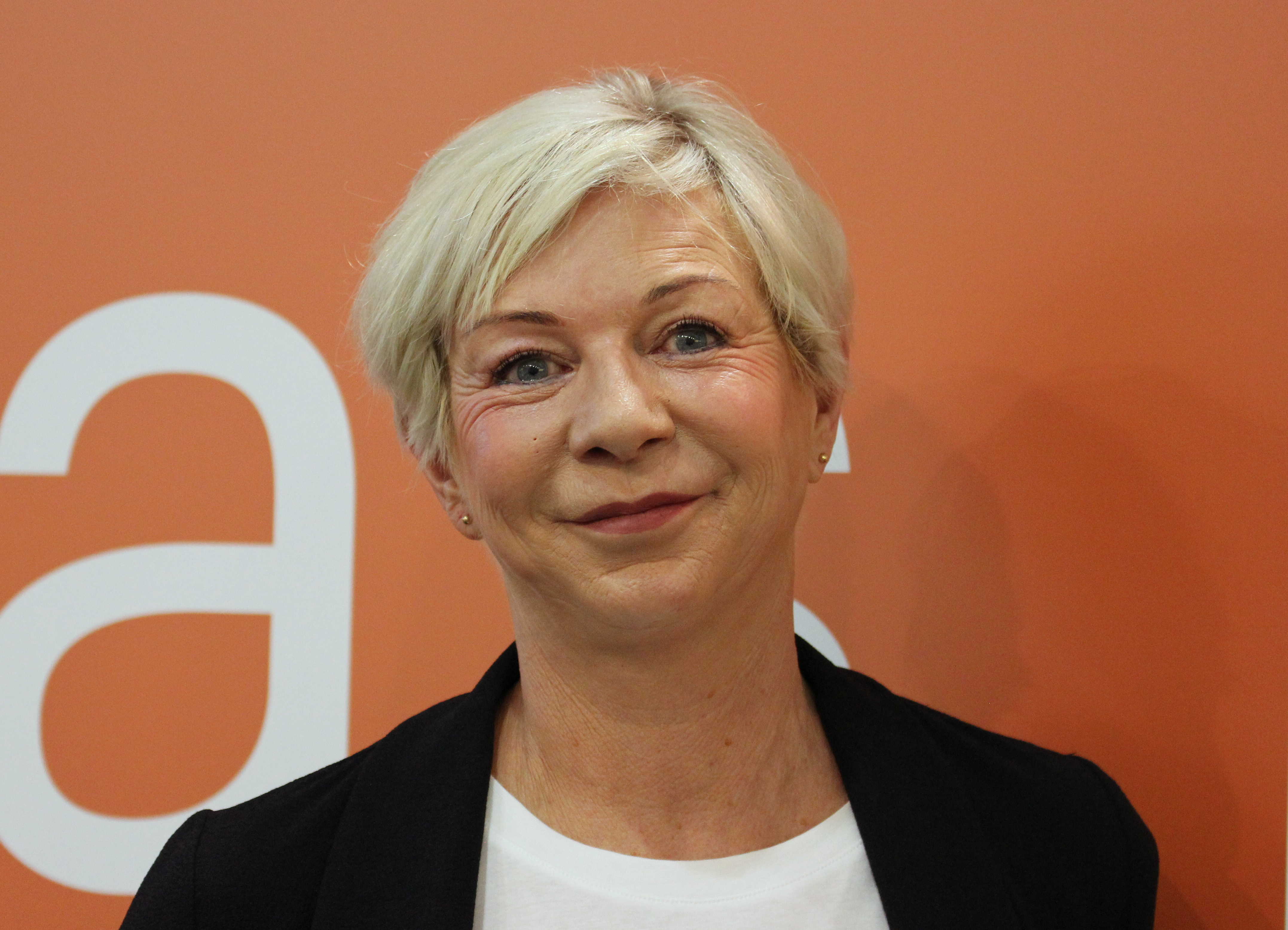
Der Film basiert auf dem gleichnamigen Roman von Rita Falk

Der Film basiert auf dem Roman Hannes von Rita Falk. Darin heißen die besten Freunde Hannes und Uli. Nachdem Hannes schwer verletzt ins Koma fällt, besucht Uli ihn täglich im Krankenhaus und lässt ihn an dem Alltag teilhaben, den dieser selbst nicht erleben kann. Die Besuche sind immer begleitet von der Hoffnung auf eine winzige Regung, ein Blinzeln oder ein Wort von ihm. Anders als Falks spätere Romane, besonders die vom Eberhofer Franz, erzählt Hannes eine ernste Geschichte. Als ihre Freundinnen und ihr Mann, die sie als Testleser von Hannes einspannte, ihr sagten, dass sie das Manuskript an Verlage schicken solle, tat Falk dies. Drei Verlage sagten jedoch ab, weil das Buch zu schwere Kost für einen Debütroman war.

### Filmstab und Besetzung
Regie führte der in der Schweiz geborene Hans Steinbichler. Falks Roman wurde von Dominikus Steinbichler adaptiert, dem Cousin des Regisseurs. Der Regisseur hatte ihn an Bord geholt, weil er eine Generation jünger als er war. Sie lassen die Geschichte, nicht wie im Buch im Frühling, sondern im Herbst spielen, weil Farbtiefe und Kontraste zu dieser Jahreszeit dort in der bergigen Region viel größer seien, so Hans Steinbichler. Der Regisseur beschreibt seinen Film als ein „Crossover zwischen absolutem Drama und waschechter Komödie“. Ihr Ziel sei es gewesen, etwas von der Empfindung von Ziemlich beste Freunde herzustellen. Viele seiner vorherigen Filme hatten mit der Heimat zu tun, weshalb Steinbichler als Erneuerer des deutschen Heimatfilms gilt. Der Regisseur will Hannes jedoch nicht als Heimatfilm bezeichnet wissen.
Johannes Nussbaum spielt in der Titelrolle Hannes, Leonard Scheicher dessen besten Freund Moritz. Die beiden Protagonisten kannten sich von der Schauspielschule in Berlin. In weiteren Rollen sind Lisa Vicari, Jeanette Hain, Heiner Lauterbach und Hannelore Elsner in ihrer letzten Leinwandrolle zu sehen.

### Förderungen, Dreharbeiten und Veröffentlichung
Der Film erhielt vom FilmFernsehFonds Bayern eine Produktionsförderung in Höhe von 650.000 Euro, von der Filmförderungsanstalt in Höhe von 360.000 Euro und vom Bayerischen Bankenfonds in Höhe von 100.000 Euro. Die Dreharbeiten fanden von 10. Oktober bis 26./27. November 2018 überwiegend in München und Umgebung, aber auch in Italien und Spanien statt.
Der Film sollte ursprünglich am 29. April 2021 in die deutschen und Deutschschweizer Kinos kommen, aufgrund des anhaltenden Lockdowns im Zuge der Corona-Pandemie wurde der Termin jedoch zunächst auf den 3. Juni 2021 und schließlich auf den 25. November 2021 verschoben. Am 23. August 2021 eröffnete der Film das Filmfestival Kitzbühel, wo er seine Österreich-Premiere feierte. Ende August 2021 wurde er auch beim Fünf Seen Filmfestival gezeigt. Am 23. November 2021 eröffnete Hannes das Kinofest Lünen. ORF-Premiere war am 29. März 2024.

## Rezeption

### Kritiken
Thomas Schultze schreibt in seiner Kritik für Blickpunkt:Film, Hans Steinbichler finde in dem dramatischen Szenario überraschend viel Humor, was den Film nicht nur zur Lebenslektion mache, sondern auch zum Vergnügen. Letzten Endes erweise sich Hannes als Schauspielerfilm und als Showcase für seine beiden jungen Stars Leonard Scheicher und Johannes Nussbaum, die ihre schwierigen Rollen ganz wunderbar meisterten.

### Auszeichnungen
Fünf Seen Filmfestival 2021
- Nominierung für den Publikumspreis (Hans Steinbichler)[14]